# 數位遊戲式學習
數位遊戲式學習（英語：Digital game based learning），指透過數位遊戲為平台進行學習，學習者在遊戲中透過解決問題、克服挑戰，使學習者在遊戲中獲得成就感。數位遊戲式學習應同時兼顧遊戲性與教育性，達到寓教於樂的目的。

## 數位遊戲式學習的特性
Prensky（2007）指出數位遊戲式學習的特性包含：
1. 娛樂性：遊戲呈現一種有趣的形式，讓學習者在遊戲過程中感到有樂趣且和愉快。
2. 遊戲性：提供一種遊樂的形式。帶給學習者強烈進行遊戲的動機和高度的樂趣。
3. 規則性：遊戲的內容具結構性，使學習者容易組織遊戲內容，透過實地進行遊戲，並和遊戲產生互動。
4. 目標性：遊戲中具體的目標任務，可明確的指引讓學習者進行遊戲。
5. 人機互動性：遊戲設計介面，給學習者經由在電腦上的操作與互動來進行遊戲。
6. 結果與回饋：遊戲提供學習者學習的機會。
7. 適性化：遊戲設計可依學習者的能力不同，給予不同的適當的任務，具適應性。
8. 勝利感：在進行遊戲中，學習者獲致成功經驗，提供學習者自我滿足感。
9. 衝突競爭性與挑戰性：使學習者在遊戲過程中感受到興奮(adrenaline)。
10. 問題解決：遊戲情境中，設置問題，激發學習者創意。
11. 社會互動：讓學習者間組成遊戲社群，產生互動性。
12. 圖像與情節性：透過圖畫和故事情節，使學習者從中獲致情感。

## 數位遊戲式學習的優點
Hogle（1996）提出遊戲對於學習有下列優點：
1. 可引發內在動機並提高興趣：遊戲中好奇與期望、控制與互動性以及故事情節的幻想性等特性，都可提高學習者的學習興趣和內在動機。學習者會為獲得成就感，在面臨困難挑戰時，能願意不斷的嘗試。
2. 保留記憶：相較於傳統的課程，模擬遊戲在記憶保留方面有較好的效果。
3. 提供練習及回饋：許多遊戲學習軟體提供練習的機會，讓學習者可以反覆的操作，並獲得即時的回饋，讓學習者可以自我評估學習成效，促進學習目標的達成。
4. 可提供高層次的思考：電腦遊戲的設計，符應了人類的認知結構。將教學內容融入遊戲當中，讓學習者不斷的在遊戲中解決問題、做決定，學習者要能夠整合自己所學，以找到解決方式。教學內容將不斷的重複進入學習者記憶中，是最好的學習形式。

## 相關
- 教育遊戲